# (15109) Wilber
(15109) Wilber est un astéroïde de la ceinture principale découvert par LINEAR le 2 février 2000. Sa désignation temporaire est 2000 CW61.

## Orbite
Son aphélie est de 2,55 UA et son périhélie est de 2,17 UA. Son excentricité est de 0,018 et son inclinaison de 6,66°. Il met 1328 jours pour faire le tour du Soleil.

## Caractéristiques
Sa magnitude absolue est de 14,5.